# 政権構想研究会
政権構想研究会（せいけんこうそうけんきゅうかい）は、かつて日本社会党に存在した派閥である。略称として政構研（せいこうけん）とも呼ばれる。

## 歴史

### 前史
1945年の結党以来、社会党の歴史はそのまま社会党右派と社会党左派の路線対立を基調にしながら人事面での対立が続く派閥抗争の歴史でもあった。その中で、1960年の民主社会党（民社党）結党や1977年の江田三郎元書記長の離党など、党内抗争に敗れた右派が社会党を離党し、地域での活動家から根強い支持を得ている社会主義協会を中心とした左派が党内の主導権を握る傾向があり、マルクス主義色の強い「日本における社会主義への道」が綱領に準ずるとされていた。
1977年、7月の参議院選挙で社会党が敗北すると、成田知巳委員長の責任問題や後任人事を巡り、社会主義協会（協会）の高沢寅男と右派の山本幸一の副委員長2人が対立した。結局、12月党大会でもう一人の副委員長だった飛鳥田一雄が横浜市長を兼務する形で委員長に選出されたが、右派、及び左派の中でも反協会路線を明確にした佐々木更三派などは大同結集の必要性を感じるようになった。1980年6月の衆参同日選挙で社会党が大敗して、反協会グループの結集と「道」の見直しの流れは加速した。

### 結成
1980年11月19日、右派の旧江田派や『新しい流れの会』の社会党残留グループに旧佐々木派の一部などが合流して、新たな政策集団として政権構想研究会（政構研）が結成された。結成総会には国会議員50人が参加し、代表世話人に山口鶴男が選出された。自他共に認める右派の派閥で、公明党や民社党と協力した社公民路線による非自民・非共産政権の樹立を視野に入れていた。

### 最初の敗北
政構研は飛鳥田執行部を批判し、その交代を求めた。1981年12月、一般党員を含めた社会党委員長選挙が行われると、政構研は飛鳥田委員長の対抗馬として武藤山治政策審議会長を推薦した。当初は旧佐々木派の社会主義研究会（社研）との党内調整を図り、堀昌雄前政審会長の擁立を求めたが、社研では下平正一副委員長の立候補の決意が固く、一本化を断念した。選挙で武藤は25.4%の得票にとどまり、中間左派の勝間田清一派の政策研究会や党内若手グループの新生研究会の支持も得た飛鳥田に70%近い得票を許して大敗した。
続く1982年2月の党大会では党内融和を求める総評などの意見を背景に書記長ポストの獲得を求め、山口や田邊誠らの名前も挙がった。しかし選挙での大勝で自信を深めた飛鳥田支持派はこれを拒否し、新生研究会の馬場昇を選出した。これで政構研は飛鳥田をさらに強く拒絶し、執行部入りしたのは森永栄悦組織局長のみいう徹底抗戦体制を敷いた。ただし、公明党との社公連合政権構想などにより実情にそぐわなくなった「道」の見直しが盛り込まれたのは政構研にとっての成果だった。

### 主導権の確保
1982年12月、政構研は政策研究会リーダーの石橋政嗣副委員長の辞意をきっかけにした改造人事で馬場書記長の更迭に成功し、新書記長に社研の平林剛新書記長を選出させた。新体制では副委員長に田邊誠、国会対策委員長（国対委員長）に山口鶴男などが執行部入りを果たして挙党態勢の形式を取った結果、政構研は党内での影響力を増した。なお、旧江田派の田邊は政構研とは別に政策集団として水曜会を結成した。
1983年1月、山口の国対委員長就任に伴い武藤山治が新代表世話人となった。3月に平林書記長が急死すると、田邊が副委員長兼任で書記長代行に就任し、直近に迫った統一地方選挙と参議院選挙を戦った。ここで社会党が大敗し、飛鳥田委員長が引責辞任すると石橋が新委員長に就任した。政構研はこれを支持し、田邊が代行からそのまま書記長へ正式就任した他、山口国対委員長が執行部に残留した。この頃、協会派は内部抗争が激化し、政構研の党内掌握が容易になった。

### 全盛期
田邊は書記長として石橋執行部の実権を握り、「ニュー社会党」のイメージアップと社公民路線の推進を掲げた。1985年12月の党大会で、執行部は田邊を中心に作成された新綱領「日本社会党の新宣言―愛と知と力による創造」（新宣言）を提案し、同年の向坂の死去などによる協会派の低迷にも助けられて翌1986年1月の採択にこぎ着け、西欧型の社会民主主義政党への転換を明確にした。しかし、同年7月の衆参同日選挙で社会党は惨敗し、社公民連立政権の可能性は遠のいた。石橋委員長は引責辞任を表明し、田邊書記長も同時に退いた。
同年9月の委員長選挙では、当初は政構研の候補擁立が難航したが、新宣言を批判する上田哲教宣局長の立候補表明へ対抗するため、政構研は土井たか子副委員長を推薦した。土井は83%の得票率で圧勝し、新執行部では岡田利春副委員長、山口書記長、佐藤観樹選挙対策本部委員長、大出俊国会対策委員長などの主要ポストを確保した。土井は石橋の路線を継承したが、初の女性党首として人気を持ち、憲法学者として本来は社会党の原理主義・左派路線に近い土井の政治姿勢は、国会対策委員長として金丸信などとの親交も深い田邊とは相容れない部分があった。土井は社会党再生のシンボルとなり、特に1989年の参議院選挙では「マドンナブーム」と呼ばれる女性候補の大量擁立も成功して当選者数の第1位と自民党の過半数割れを実現させた。しかし、続く1990年の衆議院選挙では社会党の一人勝ちと公明党・民社党の敗北で社公民路線が停滞し、自公民路線による保守・中道連合の流れが強まったため、副委員長に復帰した田邊が率いる政構研は土井への反感を強めた。
1991年の統一地方選挙で社会党が敗北すると政構研は土井の辞任を求め、これを実現させた。後任の委員長には田邊が就任し、政構研の社会党支配が頂点に達したが、人気の高い土井を国政選挙以外の結果で辞任に追い込んだ田邊はマイナスイメージを背負い、しかも金丸などの古い自民党とのつながりを癒着と評価された事で、社会党や政構研の人気は急落した。1992年の参議院選挙で社会党は院内第一党奪取の可能性もあったが、実際の当選者数は前回の半分を下回る大惨敗となり、党内議論の末に田邊は12月の党大会で辞任した。
1993年1月、田邊の後任で山花貞夫が新委員長が選出され、政構研は副委員長で佐藤観樹、書記長で赤松広隆を送った。また、田邊委員長時代に国対委員長に就任した村山富市が留任した。当初は左派と見られていた山花は政構研と妥協し、社公民の3党に自民党から分裂した新保守政党との連立も視野に入れた活動を行い、政構研は党内主導権を維持したが、社会党自体の支持離れは抑えられなかった。

### 細川連立政権
1993年7月、自民党分裂と新党ブームで迎えた衆議院選挙で社会党は再び惨敗し、結党以来最低の70議席に落ち込んだ。それでも社会党は自民党に次ぐ第二党だったが、山花は連立協議を仕切る新生党の小沢一郎代表幹事が裁定した日本新党・細川護煕党首の内閣総理大臣指名を認め、8月の非自民・非共産8会派連立内閣にこぎ着けた。これは政構研の考えていた大連立内閣の枠組みで、政構研は佐藤を入閣させた。社会党にとって41年ぶりの政権参加だったが、国民から社会党への期待は薄かった。
一方、入閣した山花は選挙敗北の責任を取って辞任し、9月には村山が新委員長になった。新体制でも政構研の影響力は強く、副委員長に大出俊、山口鶴男、書記長に久保亘、政審会長に日野市朗、参院会長に浜本万三が執行部入りするが、新生党や日本新党に主導権を取られる政権運営のあり方や、連立政権と社会党の基本政策の違いなどが社会党内部や政構研内部で議論された。1994年4月、細川が退陣して羽田孜内閣が発足した際、小沢による社会党外しに憤慨した村山は閣外協力も取りやめた。政構研では久保や佐藤が連立残留を主張したが、村山は山口や大出の支持を取り付けた。これで政構研の分裂が明確になり、社会党内の右派対左派という組み分けはイデオロギー的根拠を失った。

### 村山連立政権と政構研の解体
新党さきがけとともに野党に転じた社会党に目を付けた自民党は、政権復帰のために自社さ共同政権構想を提案し、なおかつ村山を内閣総理大臣に指名するという奇策を打ち出した。村山はこれを飲み、1994年6月に村山連立内閣が発足した。首相を出した社会党は連立政権との政策の整合性を強く問われる事になり、村山は施政方針演説で自衛隊合憲や日米安保体制の堅持を表明した。これで社会党の路線転換は完了したが、新路線そのものに反対する協会系グループとともに、自民党との連立を拒絶して再び非自民連立政権を目指そうとする政構研内の動きも続いた。
1996年1月に村山が退陣して自民党の橋本龍太郎へ政権を譲り、社会党が社会民主党（社民党）と改名して再出発をしても、党内の対立は収まらなかった。同年9月、衆議院選挙を前に、新党さきがけの鳩山由紀夫が提唱したリベラル新党、民主党に久保や佐藤が参加し、政構研の非自民連立派は民主党に移った。一方、残された社民党は村山から党首を引き継いだ土井が自衛隊違憲論の再提起などでかつての左派的な主張を進め、村山や山口が議員を引退したため、政構研の影響力は失われた。